# Бенбекьюла (аэропорт)
Аэропорт Бенбекьюла (англ. Benbecula Airport, гэльск. Port-adhair Beinn na Fadha) (ИАТА: BEB, ИКАО: EGPL) расположен на острове Бенбекьюла в архипелаге Внешние Гебриды, у западным побережья основной части Шотландии. Это небольшой местный аэропорт, принадлежащий и управляемый компанией Highlands and Islands Airports Limited.
Аэропорт обслуживает регулярные рейсы в Шотландию и на друге Гебридские острова. В частности, жизненно необходимые транспортные связи для островов Бенбекьюла, Норт-Уист и Саут-Уист, которые связаны между собой дамбой, но морской путь на остров Великобританию занимает два часа. Аэропорт также используется для полётов авиации санитарной службы, и авиации, обеспечивающей работу близлежащего ракетного полигона.

## Авиакомпании и назначения
- British Airways
  - оператор Loganair (Барра, Глазго) [до 25 октября]
- Flybe
  - оператор Loganair (Барра, Глазго) [с 25 октября]
- Highland Airways (Сторноуэй)